# 五式戰鬥機
五式戰鬥機（Ki-100），簡稱五式戰，是日本帝國陸軍的戰鬥機機種之一，由川崎航空機（現川崎重工業）負責開發及製造。這款戰鬥機繼承了三式戰鬥機的堅固機身構造，主要用於太平洋戰爭末期的日本防空。由於使用時間短，盟軍並沒有替五式戰取官方代號，戰後出書偶爾會出現所謂的「Tony II」代號，只是著作者方便行事下取名而成。
不過要注意的是，在日本陸軍的官方資料中並不存在五式戰鬥機這個代號。因為這項開發計畫並不在日本陸軍的正式開發案中，自然也不存在所謂的「制式化」正名；官史上最後的量產戰機仍然是四式戰疾風，五式戰鬥機在川崎內部稱為KI的一百（きのひゃく）或直接簡稱一百（ひゃく），陸軍也是以類似說法（「きひゃく」或「ひゃく」）指稱此型戰機，五式戰只是後世研究者為了方便而取名的結果，但這名稱經過數十年來的轉用已成為外界廣為認知的代號。

## 開發起源

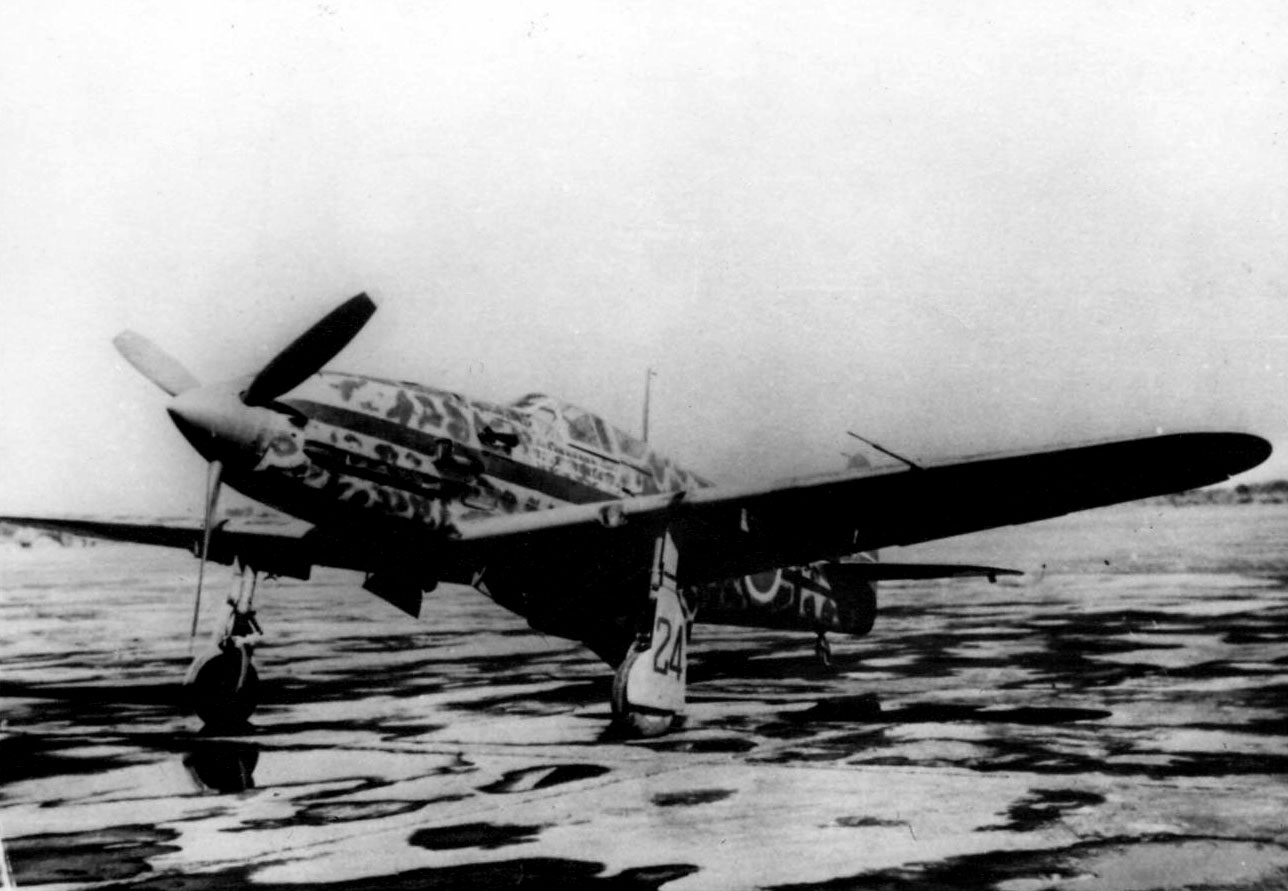
Kawasaki Ki-61（Ki-61飛燕）

概略來說，五式戰的本質就是把液冷發動機更換成氣冷星型發動機的三式戰鬥機。
三式戰鬥機（Ki-61飛燕）是日本帝國陸軍在對美開戰後服役的戰鬥機，它使用了正面截面積較小的液冷引擎，爬升性能不弱，搭配強固的機身設計，機翼主樑強度達到耐15G的標準；這讓飛燕在日軍戰機中不但武裝強、機身結實、俯衝速度也可快到時速850公里。在1943年日本陸軍航空隊的現役機種中，一式戰火力太弱、二式單座戰鬥機爬升性能最好但武裝和瞄準器存在遺憾，相較來說三式戰是日本陸航中較適合攔截高空來襲的美國轟炸機。
不過，三式戰為了因應更結實的盟軍軍機多次強化武裝，但沒有因此更換引擎；早期只裝備機槍的三式戰一型甲／乙極速可達時速584～590公里，戰爭後期量產裝備機砲的三式戰一型丁極速只剩下時速560公里，爬升速度與飛行效果也都大打折扣。在菲律賓及新幾內亞的作戰經驗都認為面對同盟國軍機，三式戰有必要進行整體性的改良；在對抗B-29超級堡壘轟炸機時動力與高空性能不足的問題更為明顯，因為日本軍機引擎搭配的增壓器調整適合高度大多在6,000公尺左右，再上去的高度推力就急遽衰減。以三式戰來說到1萬公尺高度時速度勉強只剩漂浮狀態，到最後飛行員為了改善高空性能，不惜用拆裝甲、拆機槍的方式減少空重勉力進行高空飛行，並採用撞擊的方式攔截高空轟炸機。
因為高空攔截的需求日益嚴峻的戰局，川崎在1943年起設計了改良版飛燕；此計劃預計讓飛燕裝上新型的Ha-140式液冷發動機，這款發動機為原本飛燕採用的DB 601發動機日本授權生產型Ha-40型液冷發動機出力增強之改良型，以提高轉速（每分鐘2,500轉升級到2,750轉）、改良增壓器、增設水甲醇混合液注入功能，讓原本1,150匹馬力的引擎升級成1,500匹馬力。新的飛燕保留三式戰一型丁的重武裝，原型機在1943年9月至1944年（昭和19年）1月試製8架，稱Ki-61-II。第9架原型機再度改良，以Ki-61-II改的名義推出，Ki-61-II改後來制式化稱三式戰鬥機二型；1944年8月測試結束，陸軍並下訂30架試製機。
然而，飛燕戰機的問題一直都在液冷引擎，三式戰二型亦不例外；因為Ha-140的生產一直上不了軌道，日本陸軍審査部派遣名取智男上尉至川崎明石工廠向技工了解生產狀況，才發現要量產Ha-140根本是毫無希望的事情。
日本製造的液冷引擎從Ha-40起就問題叢生，這些問題只是日本整體工業水準與國力不足的反射，並非單一體系得完全承擔的責任。從引擎需要的鎳基合金在日本無法生產、零件精度不足、組裝品質不佳、維修人員缺乏足夠職前訓練、前線維修人員使用錯誤的維修手段等，許多體系上的錯誤讓Ha-40引擎從生產到操作充斥著磨合問題；二戰後期人力抽調與美軍轟炸威脅只是把體系災難放大而已，且提高轉速、更改增壓器、並採用水噴射系統壓榨輸出、以及比Ha-40更加精密的Ha-140之設計，亦是將諸多生產上的災難推到一種連川崎自己都無法控制的領域罷了。
Ha-140的生產災難從三式戰二型的開發起就已經出現。三式戰二型的測試1943年9月到1944年8月，陸軍決定在1944年8月到9月間取得100架三式戰二型，分別是8月接收預量產30架，9月70架，但結果川崎仍無法按時完成。原本是打算1944年7月生產20具引擎，實際上只交貨7具，1944年8月預定生產40具，實際只交貨5具，至於1944年9月只交貨1具引擎，而交貨的引擎尚需作實際運作調整，還無法直接使用，三式戰二型的量產計劃可想而知地處於原地踏步，陸軍也就不打算指望三式戰二型能量產些甚麼出來了。到最後三式戰二型受限於引擎數量，完工數量不超過100架，還因為空襲等因素在地面損失，陸軍實際接收數量只有60架左右。

## 飛燕空冷引擎化

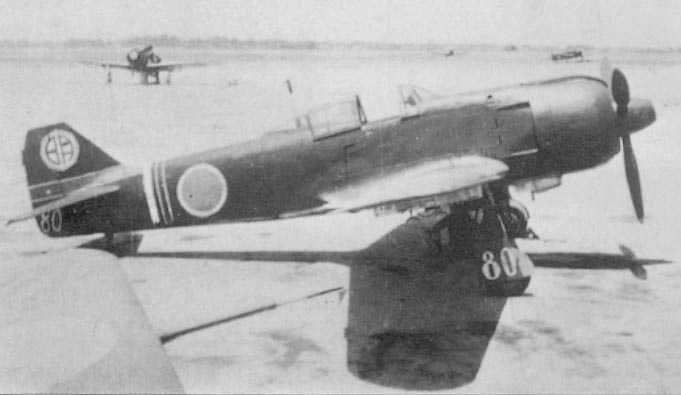
111飛行戰隊的五式戰

日本陸軍並非對液冷引擎造就的災難一無所知，因此陸軍航空審查部飛行實驗部長今川一策上校在1943年末便要求要有三式戰鬥機空冷引擎化的方案，硬要追溯，此人大概是五式戰最早的提案者；他在Ki-61-II完成前8架原型機機身時，就有應該需要讓Ki-61-II有其它的引擎替代方案的想法。1944年初川崎團隊尚未查知到陸軍有期盼飛燕換引擎的想法，陸軍正式提案則要在三式戰二型開發的同時，昭和19年4月（1944年4月）命令川崎進行Ki-61-II型換裝氣冷式發動機的研究，川崎方面對陸軍有可能會拒絕採用他們生產的液冷發動機有所微辭；由於當時土井武夫等人仍致力於飛燕二式的開發中，川崎明石工廠也為Ha-140開發投注大量心血，陸軍的要求可謂大煞風景，但仍然繳交了預備提案。
在二戰期間，日本致力在研製液冷空用引擎已不只是川崎獨家業務，愛知飛機因應海軍的需求也向德國採購生產授權，國產化了海軍版DB 601發動機：熱田發動機。當然陸海軍因軍種本位主義而浪費資源重複採購生產授權這種各行其事風格是日本內部內耗的最佳縮影，不過也因此日本陸軍早已聽說愛知為了量產彗星俯衝轟炸機使用輸出動力強化成1,400匹馬力的熱田32型而焦頭爛額，也知道海軍打算把彗星更換空冷引擎的提案，對川崎也沒抱持太多期望；日本陸軍航空本部總務科技術主任岩宮滿少校曾對土井武夫私下提出建議，將三式戰上使用推力相近，在百式司偵上操作實績也不錯的Ha-112引擎，不過當時土井沒有將這話題繼續下去；而1944年4月今川一策上校私下認為陸軍沒有必要將資源繼續耗費在液冷引擎戰機上，雙方最後的妥協點則是1944年8月到9月間量產三式戰二型的計劃。
這場陸軍官僚與川崎航空的爭執，結果則是以陸軍預想狀況成真，川崎作敗收場。日本陸軍也因此要求川崎將生產主力轉移至協助三菱代工飛龍，軍需省則在1944年8月指示縮小三式戰二型的產能，1944年10月下令將三式戰二型修改為安裝三菱Ha-112引擎的機種（同時間有和Ha-140引擎相等輸出功率的預備引擎只剩Ha-112產能有容餘），代號キ100；不過川崎方面紀錄直到11月才正式接獲軍需省命令，且在沒獲得正式量產命令下仍私下繼續生產三式戰二型的機體，在1944年10月有68具「沒頭」的三式戰二型，到到昭和20年1月（1945年1月）時，川崎工廠已經庫存有230架此類機體，且持續以輔助用機體名義繼續生產三式戰二型，且期盼Ha-140可以在1945年6月到8月間生產品質足以穩定，直到1945年7月川崎才正式「停產」三式戰二型，將生產資源與五式戰產線整合。顯示出日本即使在戰爭環境下軍方生產管控不佳，仍出現任憑製造商亂搞的混亂現象。

## 機體設計

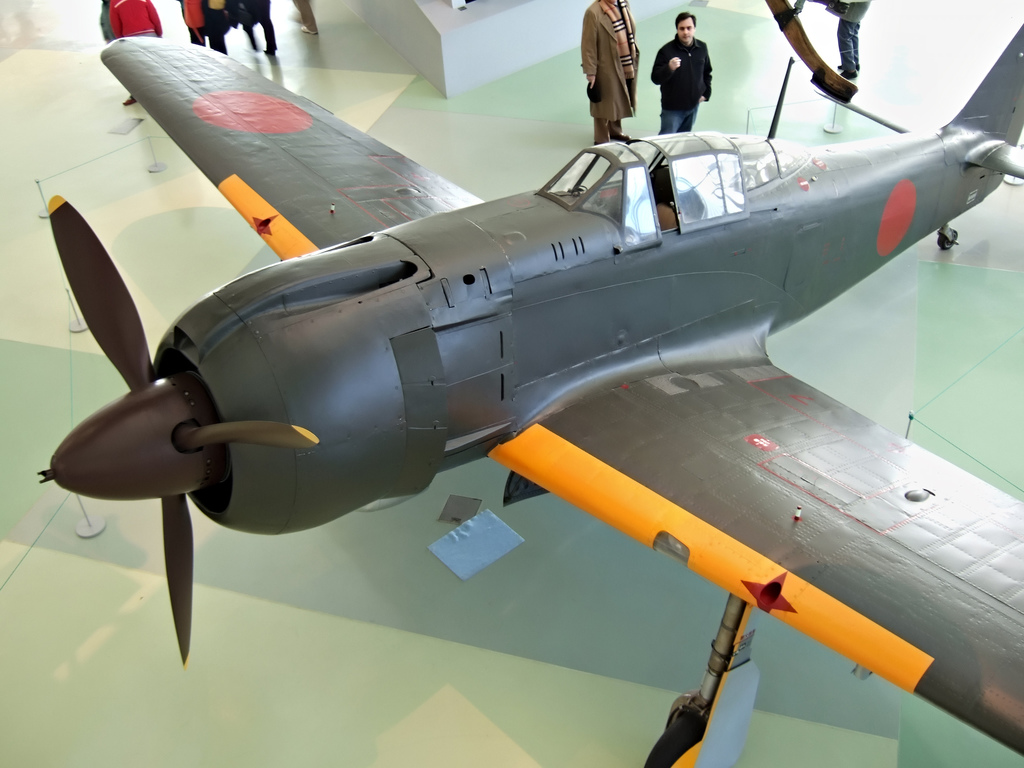
唯一仍在的五式戰

五式戰鬥機的機身來源為使用直列液冷引擎的飛燕，改裝星型空冷引擎的最大問題就是引擎尺寸與機身無法契合下其落差導致的衍生紊流。
原本匹配ハ-40發動機的飛燕機身寬度為84cm，但換裝ハ-112星型引擎後必須大幅增加至122cm；不過日本在太平洋戰爭初期向德國引進了Fw-190A5，這架戰機在設計上也有類似狀況，Fw-190的解決方案是設計一套整流排氣管，在機身落差處施以熱推力排氣將紊流吹走以減少附著於機身的境界層阻力，川崎的設計小組參考此設計並在3個月內完成五式戰的排氣管相關設計；除了排氣管，引擎整流罩下方增設了引擎潤滑油用散熱器，對川崎團隊堪稱幸運的是機體與發動機的型架接點只要略做修改就可以順利安裝；在1945年2月完成原型機，2月11日之前完成試飛，2月中旬正式獲得陸軍採用，五式戰鬥機也就此誕生。
由於引擎更換，機首縮短，駕駛座前向視野略為改善；但機鼻整流罩的外形變化造成了正投影面積下的空氣阻力增加，因此五式戰試飛時的最高時速低於同等動力的三式戰二型，僅有時速580公里的水準；不過三式戰二型僅有不到60架，幾乎沒幾個單位能領取使用，如與當時服役已有段時日的三式戰一型系列相比改善就極為顯著。不只是最高極速超過三式戰一型丁至少20公里，巡航時速更高出50-60公里左右。
換裝空冷引擎後，除了引擎重量較輕（ハ-112比ハ-40輕40公斤，較ハ-140輕160公斤），在拆除液冷引擎機腹冷卻散熱器及相關配線讓機腹線條較為流線平滑、並撤掉因引擎重量調整的尾部配重物後，五式戰一口氣較飛燕二型減輕了約330公斤的重量（比飛燕一型丁輕100公斤）。原先拆除設備的用意是因應更換引擎後的簡化手續，但是減輕飛機重量意味著降低翼負荷；飛行員實際試飛五式戰時，意外發現減輕這些重量後，五式戰爬升率和機敏性竟超越疾風，繼承自三式戰的機身與機翼結構，使該機俯衝速限也接近三式戰，可輕易突破800km/h ；俯衝加速雖遜於三式戰大部分型號（特別是三式戰二型），但其餘加速性能皆優於三式戰，尤其是在爬升速度表現，五式戰仍維持與飛燕二型同等性能，遠優於飛燕一型丁。
軍方對修改後的飛機感到十分滿意，對土井團隊直稱「天佑吾皇」；並在1945年7月14日由陸軍大臣阿南惟幾頒發川崎飛機感謝狀，獎勵該廠開發五式戰的成果。
不過即使五式戰作為本土防衛戰中的格鬥型戰機是破格的優秀，這些效能在攔截美國陸航B-29與P-51D等編組從動輒三萬呎以上高空的進襲時仍顯不足。為了滿足高空攔截需求，因此Ki-100-II 規劃將引擎安裝渦輪增壓器，按照紙上試算，安裝渦輪增壓器的五式戰二型將可以在10000公尺高度達到590km/h 的時速。
五式戰二型試作機的實飛最大時速達到時速586公里，速度上雖差強人意，但締造該數值的飛行高度僅在8,000公尺，並非原訂想像高度，在1萬公尺時時速僅有565km/h。即使如此，這等成績在當時的日本一線戰機中仍屬成績較佳者，且川崎還有後續的加力劑注入計畫，預計在萬米高度上可再增強20~30km/h的時速。不過在這之前日本此款配備渦輪增壓器的引擎僅在少量生產的百式司令部偵察機四型上有過幾次實用經驗，引擎本身亦不過是省略中冷器的簡易版，不僅壽命極短且效能不安定，與歐美真正將整套渦輪增壓系統成熟實用化的機種完全無法相提並論。
再考慮當時日本的工業力極限及嚴重受創後的產能，即使量產，是否真能達到計畫性能以及實戰效能，實際上相當令人存疑。
Ki-100-II 預定於1945年9月開始量產，但在此前日本已投降，因此實際上此型號僅造出3架測試機而已。

## 生產型號與數量
| 川崎岐阜工廠改造的Ki-100遞繳記錄 |          |              |
| 時間                             | 出廠機體 | 計劃生產機數 |
| 1945年1月                        | 0        | 50           |
| 1945年2月                        | 1        | 100          |
| 1945年3月                        | 36       | 150          |
| 1945年4月                        | 89       | 100          |
| 1945年5月                        | 131      | 140          |
| 1945年6月                        | 88       | 170          |
| 1945年7月                        | 23       | 180          |
| 1945年8月                        | 10       | 200          |
| 總數                             | 378      | 1650         |

Ki-100-I Kou（五式戰鬥機一型甲）：
自三式戰二型改裝而來的標準型
Ki-100-I otsu（五式戰鬥機一型乙）：
換裝與飛燕二型後期型同樣的水滴型座艙罩 以改善駕駛員後方視野，不過在官方公文上並無此種改良型的正式編號。
Ki-100-II（五式戰鬥機二型）：
預計換裝ハ112-II-ル (ハ112-II 改裝廢氣渦輪增壓器的改良版)，此款衍生型在1945年4月完成設計、5月完成改裝，共改裝3架進行測試，原定希望在9月排入生產但因日本戰敗未執行。測試機引擎則是由使用同款引擎測試的百式司偵挪用而來。
在運用測試中，該款引擎在10,000公尺高度仍有1,000匹馬力輸出，不過增設渦輪增壓器將為引擎增加150公斤的重量，爬升到10,000公尺需18分鐘；8,000公尺高度極速每小時590公里、10,000公尺高度極速每小時565公里。日本陸軍希望藉由此款引擎讓五式戰可以進行高空攔截任務，但是在改裝測試期間戰爭便已結束，加上測試飛行員數量極少，因此實際評價不明。
在日軍決定盡速將五式戰量產後，1945年2月川崎將工廠內200架沒有發動機的三式戰二型機體進行修改工程；不過按照川崎方面的資料，沒引擎的三式戰二型機體最多只有275架，所以多出來的機體若非新造就是有其他來源。多賀一史在2002年的著作中認為，其中一部分的改造機體有從引擎撐不下去的三式戰中移用改造，這個假設在太平洋戰爭研究會於2001年出版的作品中也提到，一部分ハ40引擎有問題的三式戰一型也作為改裝素體使用。當時川崎的生產目標是希望能月產200架，實際上出廠規模則沒從來沒到達這個數字，1945年2月，第1架改裝的五式戰出廠、3月改裝了36架、4月改裝了89架，此後改裝的進度陸續加快。
不過究竟生產了幾架五式戰，目前仍諸說紛紜，早期論點認為納入3架原型機，合計有生產393架。大部分換裝五式戰的部隊是原本採用三式戰的單位，包括陸軍第5、17、18、59、111、112、244等7支飛行戰隊。但這些飛行戰隊並沒有全面完成換裝任務，總生產量不會超過400架。至於川崎工廠的產量，片淵須直研究後認為岐阜工廠在1945年2月遞繳1架、3月遞繳36架、4月遞繳89架、5月遞繳131架、6月遞繳88架、7月遞繳23架、8月遞繳10架、該工廠合計遞繳了381架改造機；但除了岐阜工廠，都城工場在1945年5月以後也加入五式戰生產，在日本投降前至少生產出17架戰機。實際生產總數至少為398架+不明完工數；Picarella Giuseppe、渡邊洋二則認為含3架原型機總生產機體為390架。
不過由繳納數量可觀察到，理應進入量產的五式戰在1945年6月後產能遽降，這是因為日本本土轟炸同時摧毀了飛機製造與發動機製造廠。在1945年6、7月，川崎飛機岐阜工廠開始遭大規模空襲；至於三菱的引擎工廠除了遭東南海地震破壞，早在1944年12月也遭到空襲破壞，這兩者因素加總讓五式戰後期產能遽降。

## 評價
由於四式戰鬥機「疾風」的引擎在生產技術不良的影響下機隊的妥善率偏低，當時日本陸軍空中作戰只能用舊型的一式戰鬥機與少量的鍾馗二式單座戰鬥機撐場，缺乏新型機的日本陸軍對五式戰鬥機報予一定程度的期望。
雖說是急就章的應急機種，但在飛機設計工程師的努力下，五式戰機體配重、火力、機動力等各方面表現都超越以往的舊型戰機；雖然表定性能與三式戰差不多，更不如當時歐美一線戰機，但對日軍而言五式戰已經是最接近歐美戰機水準的機型，加上引擎採用年代已久的金星系列，因此在妥善率與後勤上無可挑剔，維修人員甚至打趣讚揚金星是「就算灌潤滑油進去燒，引擎照樣能動」。所以五式戰是在戰爭末期少數同時受前線從飛官到後勤人員，甚至高層均讚譽有加的戰機，以整體性能的平衡性而言屬於當時日本陸軍第一的戰鬥機。
五式戰鬥機生產期間由於已經接近戰爭末期，因此所有機體都集中在日本本島以面對即將到來的本土決戰。主要部署部隊有：
飛行第5戰隊（部署於中京地區）
飛行第59戰隊（部署於北九州地區）
飛行第244戰隊（部署於中京、北九州、日本首都圈地區）
飛行第111戰隊（由明野教導飛行師團改編）
飛行第112戰隊（由常陸教導飛行師團改編）
以上5支完整換裝的飛行戰隊當中有2支是由教育單位改編的戰術戰鬥機部隊，教育單位的飛官因為多半自開戰前的戰術教育因素對於操縱性較好的戰機較為適應；如明野教導飛行師團的檮原秀見中校曾駕駛五式戰與3架四式戰進行模擬戰仍暫居優勢，因此上呈給航空本部的報告書中講說「1架五式戰有著3架四式戰以上的價值，所以請盡快全速量產」；雖然當時四式戰一直被發動機生產品質拖累所以無法發揮完全性能，且教育單位的老練飛行員較能發揮格鬥優勢所以對於五式戰的評價又有加分。同樣由教育單位改編的常陸教導飛行師團評價五式戰與四式戰也是類似狀況，刻意褒揚其爬升速度、靈敏性等特質，最後得出五式戰的優秀結論。原本即為實戰單位的評價則較為保守，但五式戰撥交單位全是先前操作飛燕的部隊，原本使用飛燕一型丁的單位在換裝五式戰後更因為飛機性能較好、且妥善率高，換裝單位的士氣均大為振奮。第59飛行戰隊評價五式戰認為「可與P-51對等抗衡、對付F6F無問題、F4U只是被當靶的鴨子」，244飛行戰隊隊長小林照彦少校則認為「駕駛五式戰時至少可保持絕對不敗」。
除了前5支有實戰紀錄的單位外，原配備三式戰的單位有部分在1945年初也開始換裝，於東京調布重整的飛行第18戰隊在3月開始接機、6月完成重編，但缺少實戰紀錄；1945年3月派赴臺灣花蓮港的飛行第17戰隊在1945年6月20日起開始實施換裝訓練，但日本戰敗前尚未換裝完畢；因為本土決戰前的戰力溫存策略以及機種轉換訓練多半未能完成，因此五式戰實戰次數非常少。
五式戰可考證之第一次實戰為1945年6月5日，飛行111戰隊攔截13架B-29轟炸機，戰績號稱擊落6架，23名轟炸機成員跳傘，攔截機隊則損失2架。
1945年7月16日111戰隊由「義肢王牌」檜與平少校、江藤豐喜少校率領24架五式戰加上其他戰隊的零戰、紫電改、隼等等總數約60架日機攔截自硫磺島起飛美國陸軍航空軍21st FG、506th FG所屬的96架P-51D交戰。此場空戰以美軍擊墜日軍25架（其中五架為五式戰），擊傷18架、日軍擊墜美軍1架，擊傷2架收場。檜與平少校在當次空戰中被15架P-51包圍，仍完成一架擊墜的空戰紀錄；雖然後世批判攔截作戰時檜與平指揮能力欠缺妥當，但此人對五式戰評價相當滿意，認為：「（與P-51交戰）不作出過當操作的話絕對不會被擊落」。而同樣的說詞在飛行224戰隊第1中隊長生野文介上尉的證言裡也有出現。
1945年7月25日（昭和20年），飛行244戰隊於八日市市上空與美軍貝勒森林號航空母艦的18架F6F地獄貓對戰；此役244戰隊派出了16架五式戰攔截，日軍被擊落1架，而美軍統計則是2架遭擊落。但即使是戰爭末期，雙方評估損失仍有許多出入，單方面的資料很有可能誤判；像這場空戰，日軍評估認為擊落10架敵機、擊傷3架、自損1架，而美軍則判定擊落8架日軍戰機、推測擊落3架、擊傷3架，美軍損失2架。雙方都有高估對手作戰損失的情況。
1945年7月28日，飛行244戰隊18架五式戰與24架F6F地獄貓交戰，日軍號稱擊落12架F6F，己方損失2架。
由於五式戰的優秀表現，日軍一度有停產四式戰由五式戰全部接手的打算。不過由於1944年的東南海地震以及空襲對三菱工廠的傷害極大，三菱金星發動機的生產順序也被排後，在發動機來源沒有著落的結果下日軍只能維持四式戰的量產決策，五式戰也就僅有少量生產而沒有大量服役。

## 流行文化

### 電子遊戲
- 《戰爭雷霆》
- 《應徵入伍》